# Клейтън
 Тази статия е за града в Калифорния.  За града в Айдахо вижте Клейтън (Айдахо).  
Клейтън (Clayton) е град в окръг Контра Коста, в района на залива на Сан Франциско, щата Калифорния, САЩ. Клейтън е с население от 10 762 души. (2000) Клейтън е с обща площ от 10,20 кв. км (3,90 кв. мили).